# Убийство Шеннон Кристиан и Кристофера Ньюсома
Хью Кристофер Ньюсом (англ. Hugh Christopher Newsom, 23 года) и Шеннон Гейл Кристиан (англ. Channon Gail Christian, 21 год) — пара влюблённых из города Ноксвилл, Теннесси. 7 января 2007 года они были похищены из своего автомобиля, подверглись зверским пыткам, были оба изнасилованы и затем убиты.
Перед судом в качестве обвиняемых предстали пятеро афроамериканцев, из которых четверо обвиняются в собственно пытках и убийстве, и один — в содействии в похищении автомобиля.
Согласно сообщениям газет, пара отправилась на свидание в местный ресторан вечером 6 января 2007, но не вернулась домой. После обнаружения тел сообщалось, что мужчина был изнасилован, в том числе при помощи постороннего предмета, а женщину преступники насиловали в течение нескольких часов, пытали, поливали отбеливателем и заливали его ей в горло, пытаясь таким образом уничтожить следы своего ДНК. Преступники были осуждены.